# Stati sardi di terraferma

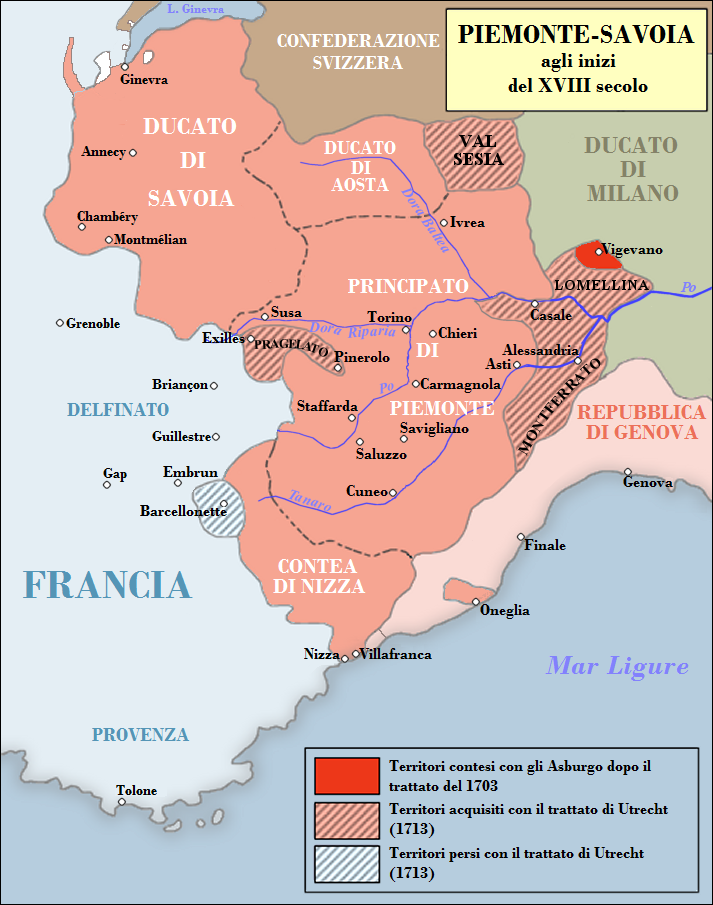
Carta del ducato di Savoia nel 1714

Col termine Stati sardi di terraferma (o semplicemente Stati di terraferma) si indicavano dal 1720 quelle entità facenti parte fino a quella data del ducato di Savoia e rette dai Savoia, divenuti re di Sardegna, e le altre entità in seguito acquisite fino al febbraio 1861, poste sul continente europeo, quando fu proclamato il regno d'Italia. 

## Storia
In contrapposizione quindi al precedente regno di Sardegna propriamente detto, che era costituito dall'omonima isola e da altre ad essa relative (Asinara, San Pietro, Sant'Antioco, Tavolara, Molara, arcipelago della Maddalena etc.); gli Stati di terraferma erano:
- il ducato di Savoia;
  - il principato di Piemonte;
  - il marchesato di Saluzzo;
  - il ducato del Monferrato;
  - il marchesato di Susa;
  - altri;
- la contea di Nizza;
- i feudi imperiali dell'appennino ligure;
- il principato di Oneglia.

Il congresso di Vienna aggiunse a questi territori la repubblica di Genova.

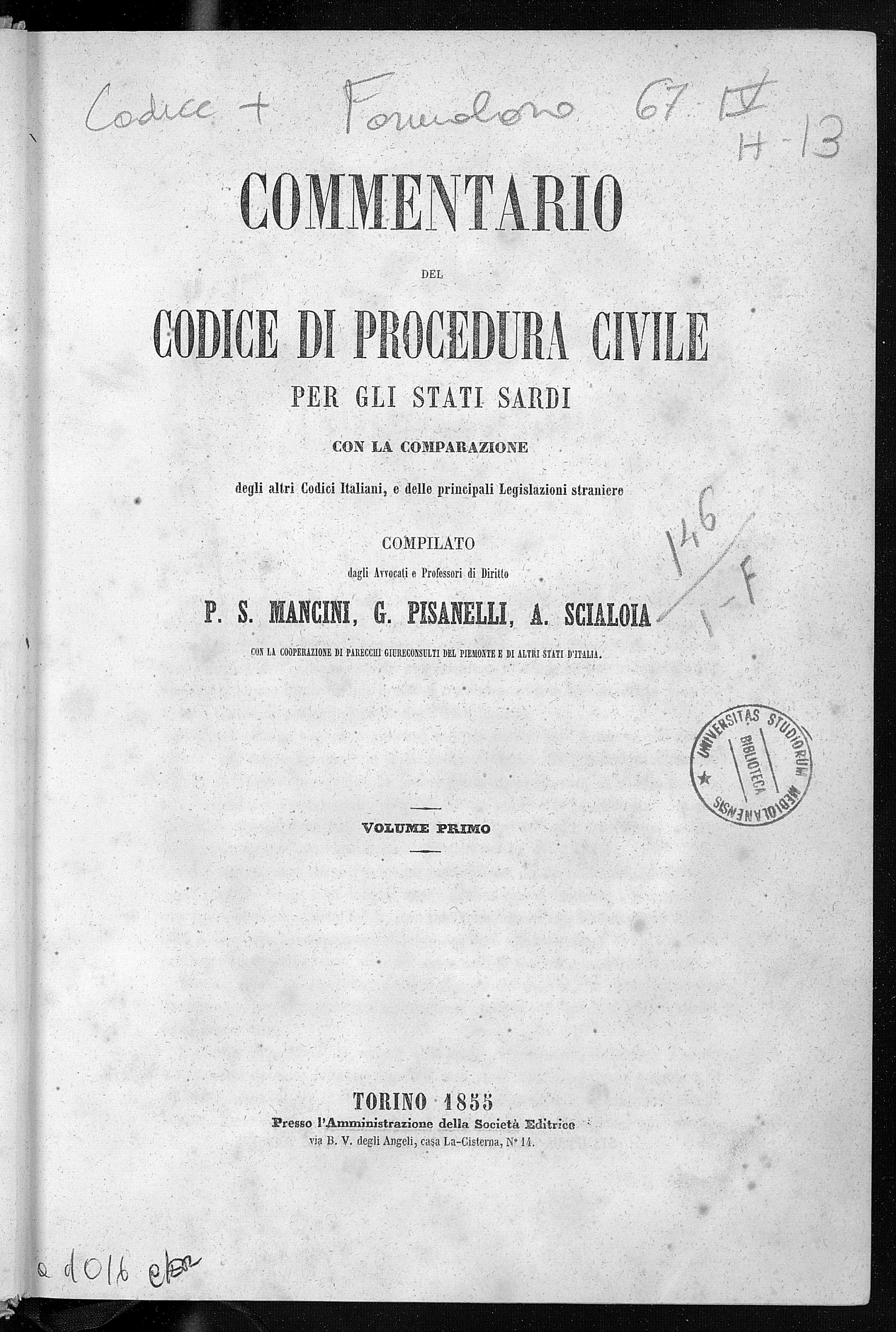
Pasquale Stanislao Mancini, Commentario del Codice di procedura civile per gli Stati sardi, 1855